# Scylla (Reederei)

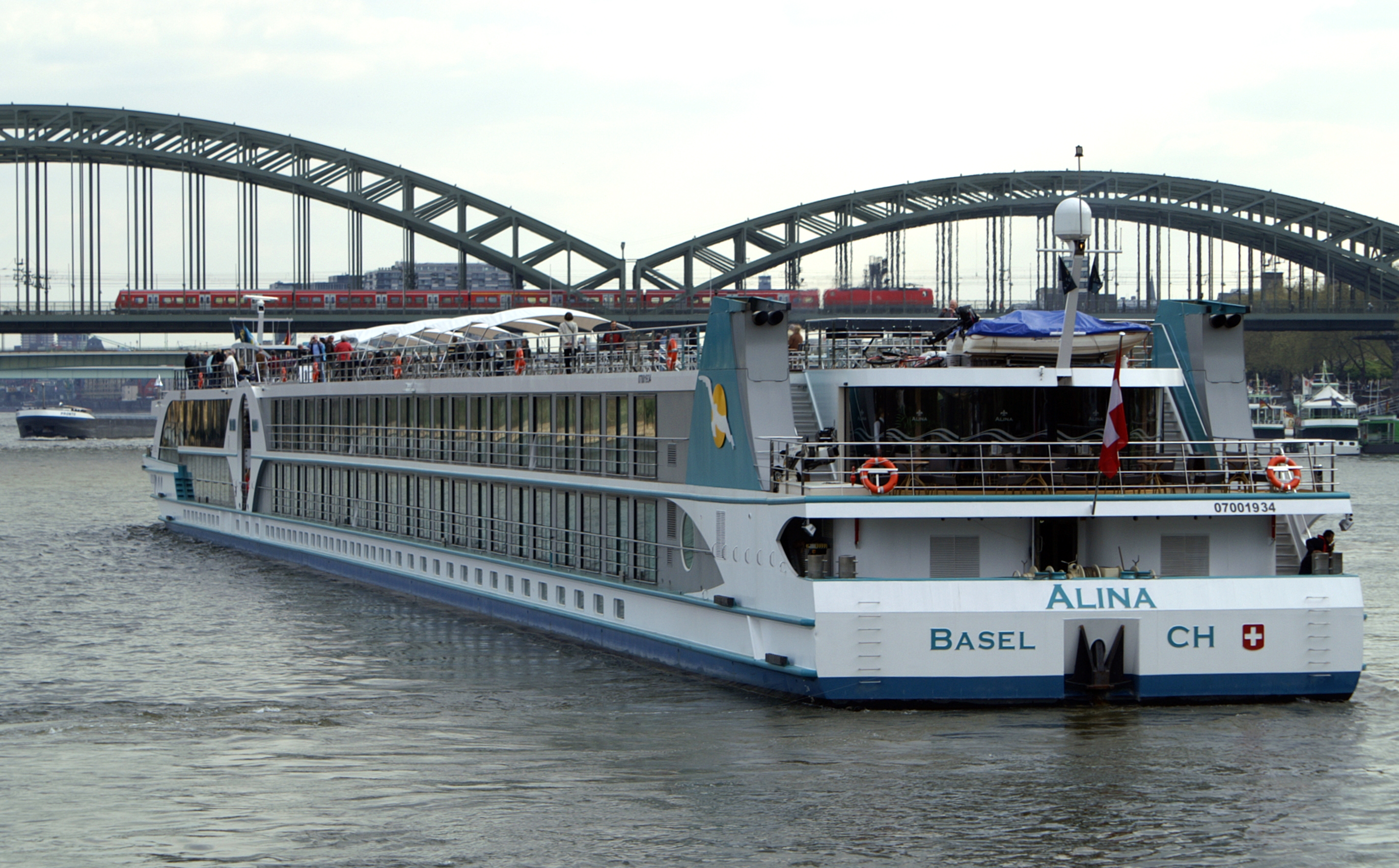
Die Alina auf dem Rhein vor der Hohenzollernbrücke in Köln (2011)

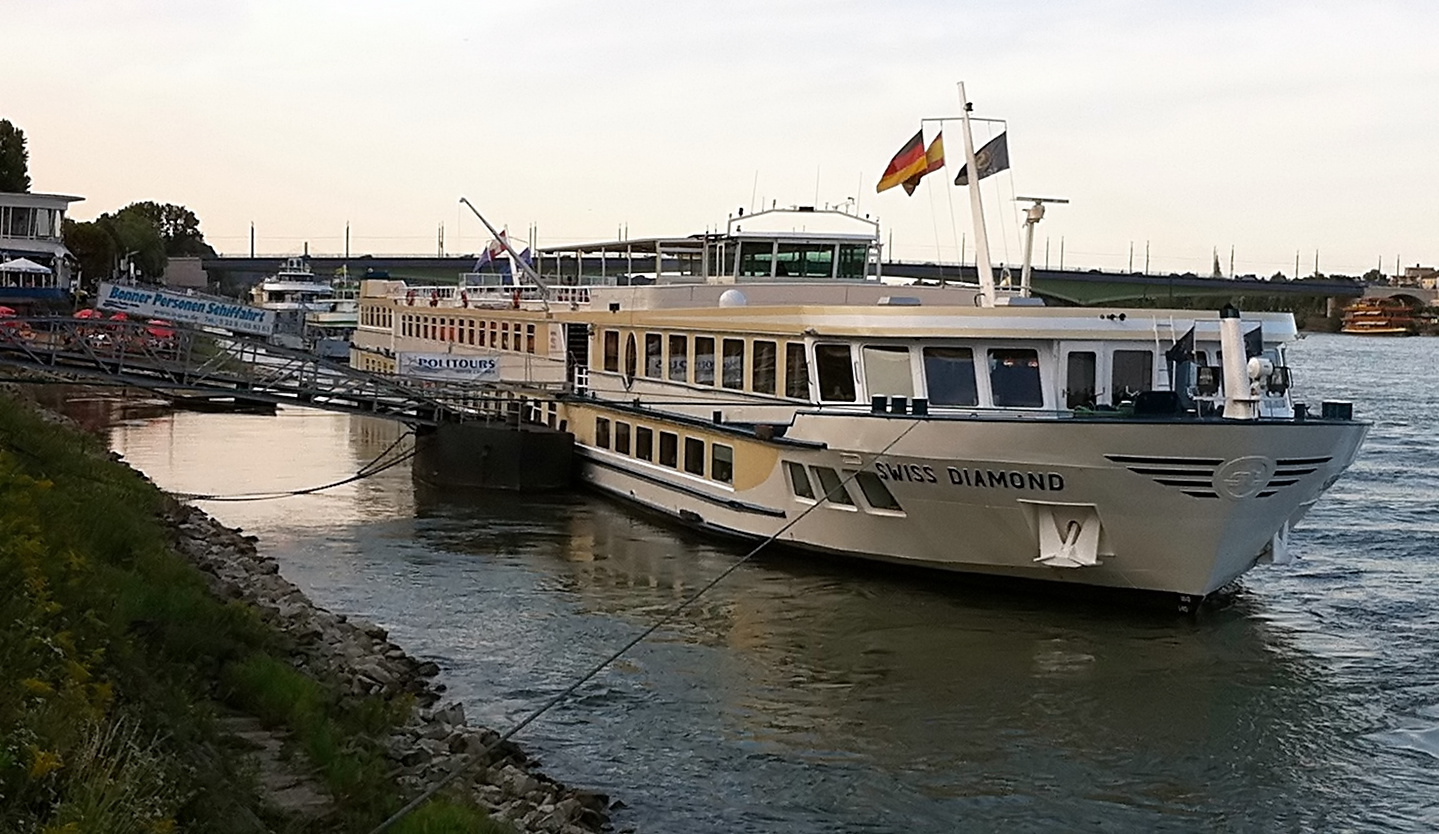
Die Swiss Diamond auf dem Rhein vor der Kennedybrücke in Bonn (2011)

Die Scylla AG ist eine Schweizer Reederei mit Sitz in Baar. Die Schiffe werden in der Time-Charter von verschiedenen Reiseveranstaltern (Tauck Tours, Phoenix Reisen, Rivieratravel u. a.) eingesetzt. Das nautische und das Servicepersonal wird von Scylla Gastro sowie Scylla Nautic gestellt. Sie ist (Stand Dezember 2024) im Besitz von 39 Kabinenfahrgastschiffen (touristisch auch Flusskreuzfahrtschiffe genannt).

## Unternehmensgeschichte
Die Scylla AG wurde am 3. September 1973 als Familienunternehmen unter dem Namen Scylla Tours AG gegründet. Im Herbst 2010 erfolgte die Umfirmierung zu Scylla AG.
Im Oktober 1973 wurde das erste Schiff, die Scylla, vom Schlepper zum Passagierschiff umgebaut. Sie nahm im März 1974 als Flusskreuzfahrtschiff die Fahrt in Mitteleuropa auf. Im März 1978 kam das zweite Schiff, die Calypso, dazu. Mit Stand Mai 2020 hatte die Reederei 31 Flusskreuzfahrtschiffe, welche mehrheitlich unter Schweizer Flagge fahren. Im Jahr 2024 ist das Unternehmen in Besitz von 39 Flusskreuzfahrtschiffen.

## Die Flotte

### Aktuelle Schiffe
Die Abmessungen der Schiffe sind den jeweiligen Bedingungen auf den Wasserstrassen angepasst wie geringe Brückendurchfahrtshöhen und Schleusenabmessungen. Aufgrund des geringen Tiefganges der Schiffe können auch Flüsse mit niedrigem Wasserstand befahren werden.
| Name               | Bild | Baujahr | Charterer                   | Länge (m) | Breite (m) | Tiefgang (m) | Leistung (PS) | Besatzung | Passagiere |
| ------------------ | ---- | ------- | --------------------------- | --------- | ---------- | ------------ | ------------- | --------- | ---------- |
| Triton             |      | 1993    |                             | 110       | 11,40      | 1,30         | 1500          | 62        | 123        |
| Swiss Crystal      |      | 1995    |                             | 101,30    | 11,40      | 1,30         | 1500          | 31        | 125        |
| Swiss Diamond      |      | 1996    |                             | 101,30    | 11,40      | 1,30         | 1500          | 31        | 123        |
| Swiss Crown        |      | 2000    |                             | 110       | 11,40      | 1,50         | 1800          | 36        | 154        |
| Swiss Ruby         |      | 2002    |                             | 85        | 10,60      | 1,20         | 1440          | 23        | 88         |
| Voyage             |      | 2004    |                             | 110       | 11,40      | 1,50         | 2130          | 36        | 155        |
| Gloria             |      | 2005    |                             | 110       | 11,40      | 1,50         | 2130          | 36        | 153        |
| Swiss Emerald      |      | 2006    |                             | 110       | 11,40      | 1,50         | 2130          | 36        | 124        |
| Viva Tiara         |      | 2006    | Viva Cruises                | 110       | 11,40      | 1,50         | 2130          | 36        | 153        |
| Swiss Sapphire     |      | 2008    | Tauck Tours                 | 110       | 11,40      | 1,50         | 2130          | 36        | 124        |
| Leonora            |      | 2008    |                             | 110       | 11,45      | 1,96         | 2028          | 30        | 138        |
| Thurgau Prestige   |      | 2009    | Thurgau Travel              | 110       | 11,40      | 1,96         | 2130          | 70        | 140        |
| Esprit             |      | 2010    | 1AVista Reisen, Tauck Tours | 110       | 11,40      | 1,50         | 2130          | 36        | 118        |
| Alina              |      | 2011    | Phoenix Reisen              | 135       | 11,45      | 1,60         | 2130          | 45        | 220        |
| Anesha             |      | 2011    | Phoenix Reisen              | 135       | 11,45      | 1,60         | 2130          | 45        | 220        |
| Treasures          |      | 2011    | Tauck Tours                 | 110       | 11,40      | 1,50         | 2130          | 36        | 124        |
| Amelia             |      | 2012    | Phoenix Reisen              | 135       | 11,45      | 1,60         | 2130          | 45        | 220        |
| Lord Byron         |      | 2012    | Rivieratravel               | 110       | 11,45      | 1,50         | 2130          | -         | 148        |
| Edelweiss          |      | 2013    | Thurgau Travel              | 110       | 11,45      | 1,50         | 2130          | -         | 180        |
| Swiss Splendor     |      | 2013    |                             | 135       | 11,45      | 1,60         | 1099          | 94        | 174        |
| Inspire            |      | 2014    | Tauck Tours                 | 135       | 11,45      | 1,50         | 2130          | -         | 142        |
| Savor              |      | 2014    | Tauck Tours                 | 135       | 11,45      | 1,99         | 2130          | 71        | 142        |
| Jane Austen        |      | 2015    | Rivieratravel               | 110       | 11,45      | 1,50         | 2130          | -         | 148        |
| Grace              |      | 2016    | Tauck Tours                 | 135       | 11,45      | 1,60         | 2130          | 42        | 142        |
| Joy                |      | 2016    | Tauck Tours                 | 135       | 11,45      | 1,60         | 2130          | 42        | 142        |
| Thomas Hardy       |      | 2016    | Rivieratravel               | 135       | 11,45      | 1,50         | 2130          | 44        | 176        |
| Emily Brontë       |      | 2016    | Rivieratravel               | 135       | 11,45      | 1,50         | 2130          | 44        | 176        |
| Oscar Wilde        |      | 2017    | Rivieratravel               | 135       | 11,45      | 1,50         | 2130          | 44        | 176        |
| NickoVISION        |      | 2018    | Nicko Cruises               | 135       | 11,45      | 2,10         |               | 54        | 210        |
| Viva Moments       |      | 2018    | Viva Cruises                | 135       | 11,45      | 1,96         | 2130          | 88        | 176        |
| William Wordsworth |      | 2018    | Rivieratravel               | 135       | 11,45      | 1,50         | 2130          | 44        | 176        |
| George Eliot       |      | 2019    | Rivieratravel               | 110       | 11,45      | 1,50         |               | 36        | 140        |
| Anna Katharina     |      | 2019    | Phoenix Reisen              | 135       | 11,40      | 1,50         | 2130          | 44        | 182        |
| Andorinha          |      | 2019    | Tauck Tours                 | 80        | 11,40      | 2,01         | 1220          | 44        | 88         |
| Annabelle          |      | 2020    | Phoenix Reisen              | 135       | 11,45      | 2,10         |               | 90        | 182        |
| Annika             |      | 2020    | Phoenix Reisen              | 135       | 11,45      | 2,10         | 2130          | 90        | 182        |
| Geoffrey Chaucer   |      | 2020    | Rivieratravel               | 135       | 11,45      | 2,10         | 2138          | 90        | 182        |
| Viva One           |      | 2022    | Viva Cruises                | 135       | 11,45      | 2,10         |               | 88        | 176        |
| Viva Two           |      | 2023    | Viva Cruises                | 135       | 11,45      | 2,10         |               | 95        | 190        |
| Porto Mirante      |      | 2024    | Viva Cruises                | 80        | 11,40      | 2,01         | 2130          | 40        | 120        |
| Viva Enjoy         |      | 2024    | Viva Cruises                | 135       | 11,45      | 2,10         |               | 95        | 190        |

- Alle Angaben gemäß Flottenübersicht auf der Website des Unternehmens.[4]

### Frühere Schiffe
| Name           | Baujahr | Verkauf | Käufer                          | Bemerkung |
| -------------- | ------- | ------- | ------------------------------- | --- |
| Scylla         | 1973    | 1986    | französische Reederei           | wurde 1973 vom Schlepper zum Passagierschiff umgebaut                                                                           |
| Calypso        | 1978    | 1994    | niederländische Reederei        | |
| Olympia        | 1984    | 2007    | Piz Olympia                     | umgetauft in Venezia (1997), Wechsel zu luxemburgischer Flagge (1999), umgetauft in Thurgau (2006), umgetauft in Olympia (2007) |
| Switzerland    | 1988    | 2003    | River Tours AG                  | Wertung als einziges 4-Sterne Schiff durch Stiftung Warentest (1991)                                                            |
| Switzerland II | 1991    | 2007    | SWITZERLAND II B.V.             | erstes Passagierschiff auf dem Main-Donau-Kanal (1992)                                                                          |
| Swiss Coral    | 1998    | 2011    | Twerenbold Reisen AG            | fährt unter dem Namen Excellence Coral                                                                                          |
| Aurelia        | 2007    | -       | Rijfers Nautical Management B.V | fährt unter dem Namen Aurelia I                                                                                                 |
| Junker Jörg    | 1991    | 2017    | Luther Travel Cruises AG        | |

## Fahrtrouten
Die Schiffe der Scylla AG befahren unter anderem die folgenden Wasserstrassen und Fahrtgebiete:
- Rhein Basel - Amsterdam
- Main und Mosel
- Deutschlands Nordosten (Elbe, Havel, Oder, Moldau)
- Holland und Flandern
- Donau nach Budapest bzw. bis zum Schwarzen Meer
- Rhone und Saône
- Seine
- Duero (auch Douro, Portugal)

## Zwischenfälle
Am 26. Dezember 2017 kollidierte die Swiss Crystal mit einem Brückenpfeiler der A 42 bei Duisburg. Dabei wurden 25 Personen verletzt, die Mehrzahl davon leicht.
Gegen 2 Uhr am 19. September 2019 rammte die Swiss Crown auf der Mosel oberhalb von Trier die Eisenbahnbrücke in Konz. Es wurde das Dach des Ruderhauses abgerissen.
Am 19. Dezember 2019 kollidierte die Thurgau Prestige auf dem Rhein bei Speyer frontal mit einem Tankschiff. Dabei wurden rund 20 Personen verletzt.
In Folge des Hochwassers in Mitteleuropa im September 2024 steckten die Passagiere der Thurgau Prestige auf der Donau bei Wien fest.